# Tropicus pusillus
Tropicus pusillus är en skalbaggsart som först beskrevs av Thomas Say 1823.  Tropicus pusillus ingår i släktet Tropicus och familjen strandgrävbaggar. Inga underarter finns listade i Catalogue of Life.